# 不要忘记我爱你
《不要忘記我愛你》是一部中国大陆爱情喜剧片，由黄真真執導，古力娜扎、劉以豪主演。本片作为导演前作《被偷走的那五年》的姊妹篇，电影同样有关“时间与记忆”母题，讲述了一对“困在时间里的恋人”相互拯救相互治愈的故事，該片原本以《被偷走的明天》片名於2021年7月2日在成都開機，2021年8月26日殺青，2021年10月21日正式改名《不要忘记我爱你》，同时发布首支预告，将于2022年2月14日情人节上映。

## 劇情簡介
有关“时间与记忆”母题，讲述了一对“困在时间里的恋人”相互拯救相互治愈的故事。

## 演員陣容

### 主要角色
| 演員     | 角色   | 介紹 |
| 古力娜扎 | 許星玥 | 为男主进行特殊心理咨询的咨询师，她的出现也给男主的生活带来了天翻地覆的变化。生小孩時,由於失血過多導致其不幸逝世。 |
| 劉以豪   | 陸堯   | 手术后大脑发生紊乱的作曲人，每天都要经历一次认知冲击，生活因此完全被打乱。                                        |

### 特別演出
| 演員   | 角色 | 介紹 |
| 张歆艺 | 陸虹 |      |
| 马志威 | 馬修 |      |

## 电影歌曲
| 曲別         | 歌名          | 作曲       | 作詞       | 編曲       | 演唱者          |
| ------------ | ------------- | ---------- | ---------- | ---------- | --------------- |
| 電影版主題曲 | 一萬次願意    | 波多野裕介 | 黎曼       | 波多野裕介 | 許湘韻 Jean Kho |
| 推廣主題曲   | 一萬次願意    | 波多野裕介 | 黎曼       | 何 山      | 金玟岐          |
| 插 曲        | 前男友之歌    | 波多野裕介 | 黎曼       | 波多野裕介 | 劉以豪          |
| 插 曲        | willbewithyou | 波多野裕介 | 波多野裕介 | 波多野裕介 | 許湘韻 Jean Kho |
| 插 曲        | 廣告之歌      | 波多野裕介 | 波多野裕介 |            |                 |
| 插 曲        | I'm OK        | 陶喆       | 陶喆       | 陶喆       |                 |

## 外部連結
- 不要忘记我爱你的新浪微博
- 豆瓣电影上《不要忘记我爱你》的資料 （简体中文）
- 香港影庫上《不要忘记我爱你》的資料（繁體中文）